# Hertz-HZT
《Hertz-HZT》是香港男歌手張敬軒的元宇宙社區「Hertz City」內的首張數位專輯。專輯以「No Music No Life, Compose Your Own in Hertz」為宗旨，鼓勵所有「Hertz」非同質化代幣（NFT）持有者們勇於創作，再募集其作品。此計劃現在仍處於創作階段。

## 曲目
| Hertz-HZT | Hertz-HZT |
| 曲序      | 曲目      |
| --------- | --------- |

## 資料來源
1. ↑  軒公音樂站. . Instagram. HERTZ. 2023-04-03  [2023-05-20]. （原始内容存档于2023-05-21） （中文）.